# (1607) Mavis
(1607) Mavis es un asteroide que forma parte del cinturón de asteroides y fue descubierto por Ernest Leonard Johnson desde el observatorio Union de Johannesburgo, República Sudaficana, el 3 de septiembre de 1950.

## Designación y nombre
Mavis se designó al principio como 1950 RA.
Posteriormente fue nombrado en honor de la esposa del astrónomo sudafricano Jacobus Albertus Bruwer (1915-1971).

## Características orbitales
Mavis está situado a una distancia media de 2,549 ua del Sol, pudiendo alejarse hasta 3,328 ua. Tiene una inclinación orbital de 8,581° y una excentricidad de 0,3052. Emplea 1487 días en completar una órbita alrededor del Sol.